# Wacław Mikuś
Wacław Mikuś (ur. 1 sierpnia 1905 w Łodzi, zm. 8 stycznia 1943 w Poznaniu) – działacz komunistyczny, robotnik.
Syn Władysława i Marii. W 1924 wstąpił do Komunistycznej Partii Polski (KPP), był członkiem komórki fabrycznej w zakładach K. Scheiblera na Księżym Młynie. Działacz Związku Zawodowego Włókniarzy, współpracował z Wydziałem Zawodowym Komitetu Łódzkiego (KŁ) KPP. Brał udział w kampanii wyborczej do rady Miejskiej w Łodzi w 1927 i do sejmu w 1928. Był członkiem kierowniczego aktywu podczas strajków łódzkich włókniarzy jesienią 1928. Czterokrotnie aresztowany za działalność komunistyczną. Członek KŁ KPP, czynny działacz do rozwiązania partii w 1938. Podczas okupacji hitlerowskiej działał w konspiracji. Pod koniec 1941 wszedł w skład kierownictwa odtworzonego Komitetu Obrony Miasta Łodzi (KOMŁ), konspiracyjnej organizacji komunistycznej rozbitej wcześniej aresztowaniami jesienią 1941. W połowie stycznia 1942 został przewodniczącym KOMŁ. 29 kwietnia 1942 został aresztowany przez Gestapo, skazany na śmierć w Poznaniu wraz z innymi przywódcami KOMŁ i stracony.